# Mario Roth
Mario Roth (* 17. Juni 1963) ist ein ehemaliger deutscher Fußballspieler. In der höchsten Spielklasse des DDR-Fußballs, der Oberliga, spielte er für den FC Vorwärts Frankfurt (Oder).

## Sportliche Laufbahn
Im Sommer 1985 gelang dem Defensivspieler aus der zweitklassigen Liga der Sprung in die Oberliga. Von der BSG Motor Babelsberg, bei der er einst von 1970 bis 1976 mit dem Fußball begonnen hatte, wurde der 1,75 Meter große Roth zum FC Vorwärts Frankfurt (Oder), dem er in Jugend und Nachwuchs von 1976 bis 1980 angehört hatte, delegiert.
Für die Oderstädter bestritt der damals als Unteroffizier der Nationalen Volksarmee geführte Fußballer 80 Erstligapartien, in denen ihm ein Treffer gelang. In den Spieljahren von seinem Wechsel 1985 bis zum Abstieg der Armeefußballer aus dem ostdeutschen Oberhaus 1988 gehörte er im Oberligateam zu den Stammkräften. Diesen Status hatte er auch Wendesaison in der Liga 1989/90, als dem FCV die Oberligarückkehr gelang. In der letzten eigenständigen Spielzeit des ostdeutschen Erstligafußballs kam Bulle Roth beim Aufsteiger auch in den ersten sieben Partien jeweils 90 Minuten zum Einsatz, konnte bis Saisonende jedoch keinen weiteren Einsatz verzeichnen.
Nach der Wende in der DDR sowie im Anschluss der Wiedervereinigung spielte Roth nach der Zusammenführung von ost- und westdeutschem Fußball in einem gemeinsamen Ligensystem in der damals drittklassigen NOFV-Amateur-Oberliga. In der Nordstaffel dieser Spielklasse im NOFV-Bereich lief er für den FSV PCK Schwedt auf.